# Трапезная

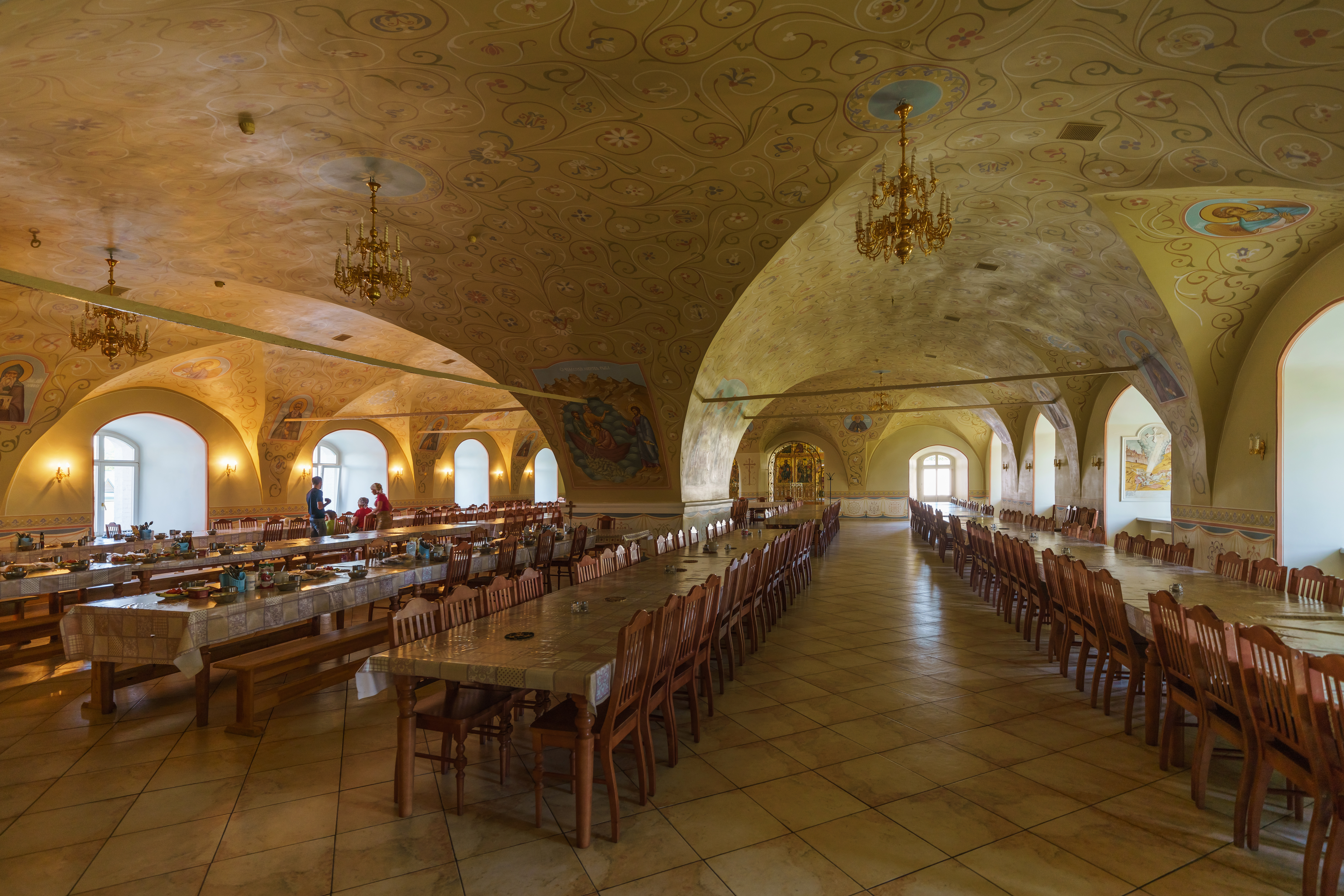
Интерьер трапезной палаты Валдайского Иверского монастыря

Тра́пе́зная (устар. тра́пе́за, греч. τράπεζα — «стол»; лат. refectorium или cella vescentium) — помещение (постройка) в церковном учреждении, предназначенная для совместного приёма пищи (тра́пезы). Применительно к католическим монастырям может также использоваться термин рефекторий. В русской храмовой архитектуре (преимущественно XVII—XIX веков) «трапезной» также принято называть просторную невысокую (обычно значительно ниже кафоликона того же храма) пристройку с западной стороны, часто имеющую свои отдельные алтари в приделах и прежде служившую для богослужения в зимнее время.

## Отдельное помещение

### В России
В православных монастырях трапезная (др.-греч. τράπεζα) считается священным местом, и даже в некоторых случаях строится как церковь с алтарем и иконостасом. Некоторые службы проводятся именно в трапезной. Внутри трапезной есть всегда хотя бы одна икона с горящей перед ней лампадой. Вся пища, которая подается в трапезной, должна быть освящена, часто для этого в помещении кухни хранится освящённая вода.
В русских монастырях трапезные как специальные помещения появились в XV веке после введения общежительного устава. На Руси в XVI—XVII веках трапезные имели большие одностолпные, двухстолпные или бесстолпные залы. Снаружи трапезная палата могла иметь открытые террасы-гульбища, лестницы, крыльцо. Помещения трапезной нередко были богато украшены.
По утверждению Павла Алеппского, «в монастырях московской земли… более всего тщеславятся благолепием, величиной и обширностью помещения трапезных».
Так, четырёхэтажное здание трапезной Саввино-Сторожевского монастыря (1652—1654) — выдающееся достижение русской архитектуры XVII века и одна из крупнейших по площади каменных построек своего времени. В белокаменном подклете, углублённом на 6 м в землю, помещался ле́дник и имелся колодец глубиной 15 м. На втором этаже находилась кухня, вокруг которой были кельи для служителей. На третьем этаже располагалась собственно столовая палата, перекрытая крестовыми сводами, площадью около 500 м² (для сравнения — площадь Грановитой палаты Московского Кремля — 495 м²). Трапезная освещалась «кругом» окнами, причём со стёклами, а не со слюдой. Отапливалась палата проходившими в стенах трубами кухонных печей. В верхнем этаже хранилась монастырская казна. Передний фасад трапезной имел архитектурные украшения, в частности, карниз, что являлось новинкой для XVII столетия. В 1806 году, после того как перекрытия четвёртого этажа обрушились, здание было сильно перестроено. В XX веке проведена научная реставрация памятника.
К другим известнейшим трапезным относятся трапезная палата Симонова монастыря (зодчий Осип Старцев, 1677—1683) и Троице-Сергиевой лавры. Трапезная Троице-Сергиевой лавры (1686—1692) являлась одной из самых грандиозных благодаря огромному (70 х 18 м, то есть 1260 м²) бесстолпному двухсветному сводчатому залу.

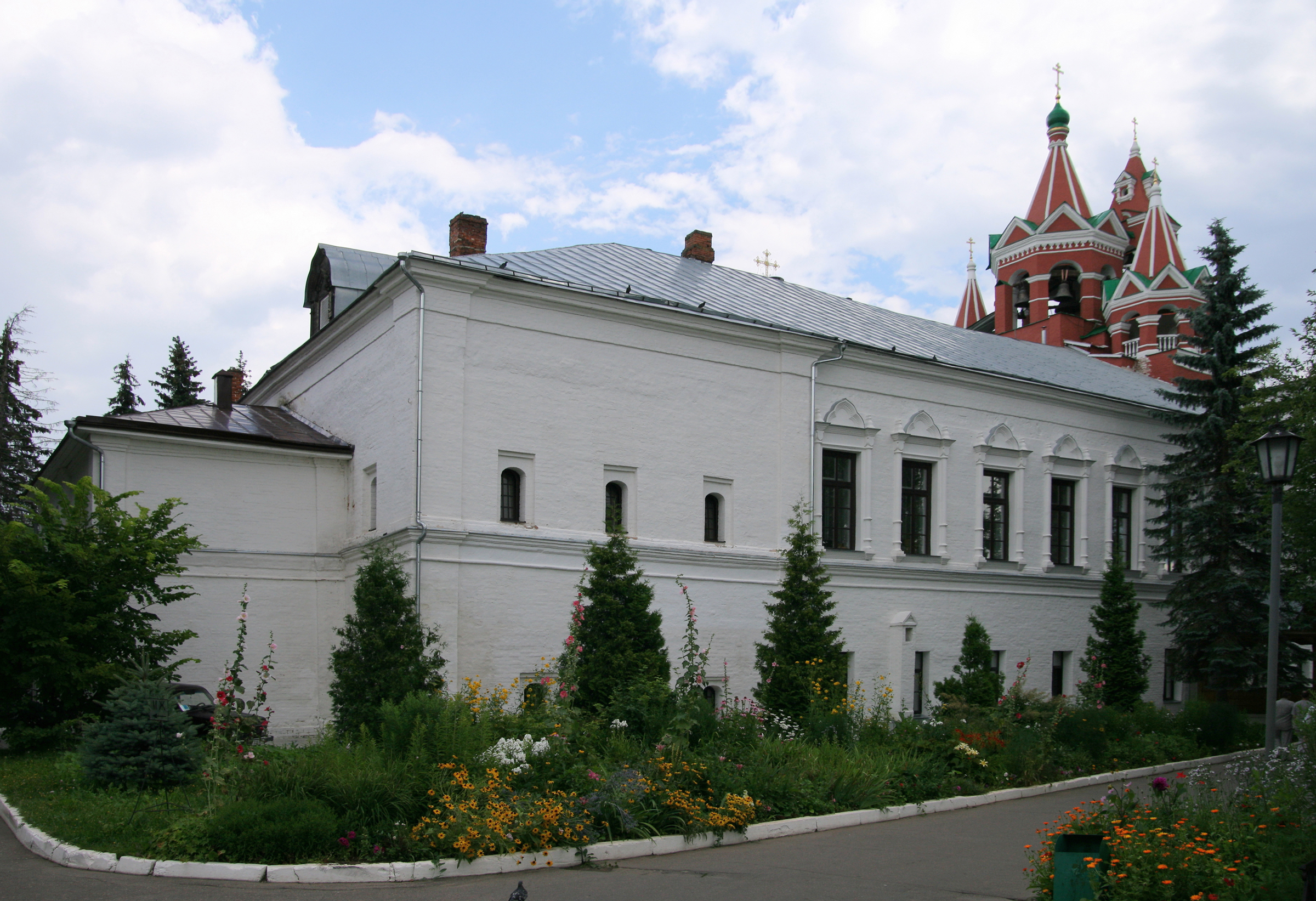
Трапезная Саввино-Сторожевского монастыря (1652—1654)
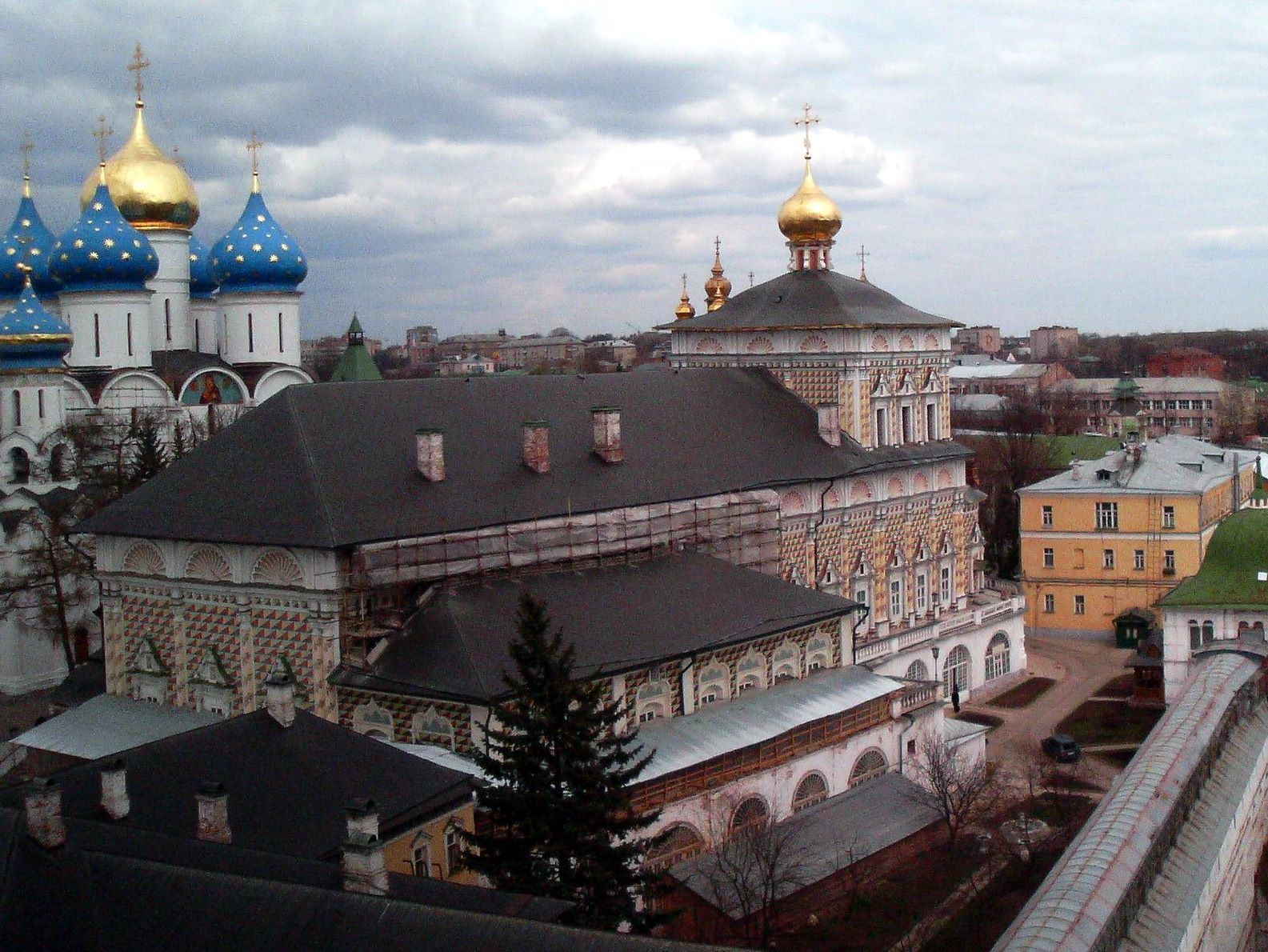
Трапезная Троице-Сергиевой лавры (1686—1692)
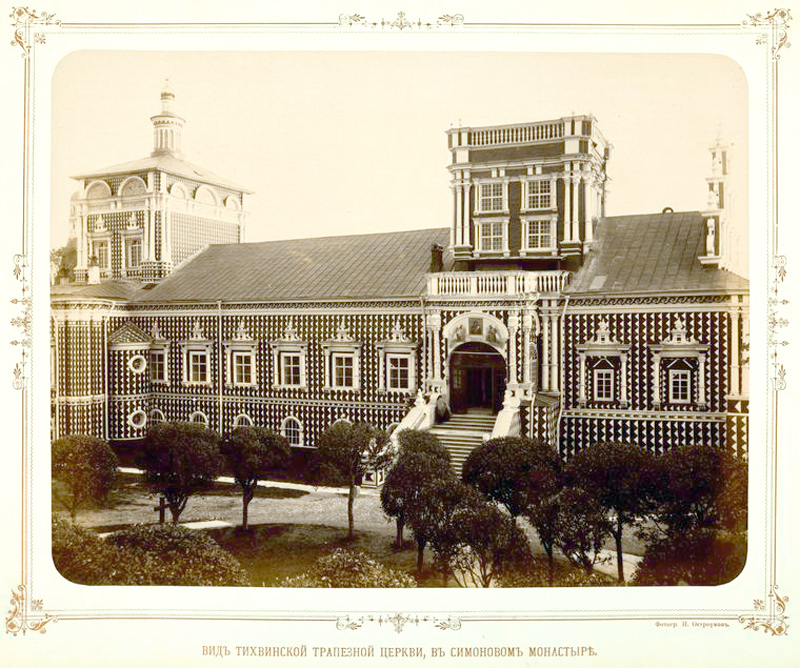
«Новая» трапезная Симонова монастыря с церковью Святого Духа (1677—1683, И. Потапов, Осип Старцев)
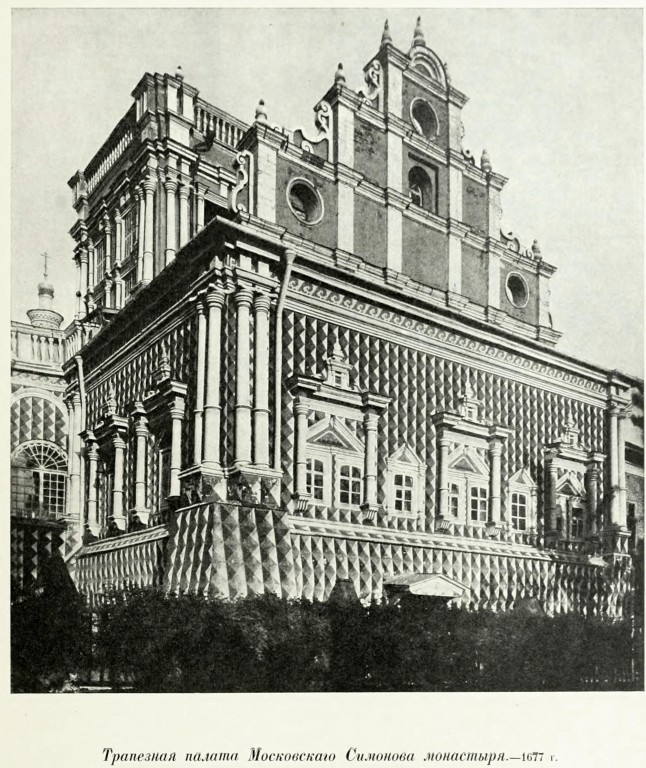
Трапезная Симонова монастыря, западный фасад

### В средневековой Европе
Трапезные (рефектории) католических монастырей различаются по размеру и убранству в зависимости от достатка монастыря и эпохи, но имеют некоторые общие черты. Монахи обедали за длинными столами, сидя на скамейках. В конце зала на возвышении располагались места для почётных и важных лиц. Рукомойник или чаша для омывания рук перед едой находились обычно вне рефектория.
В Англии рефекторий часто находился в подвале (возможно, в память о тайной вечере) напротив церкви. В бенедиктинских монастырях он располагался с запада на восток, а у цистерцианцев — с севера на юг.
В некоторых монастырях имелись отдельные залы для духовенства, конверзов, хора и т. д. Иногда возводились специальные рефектории для посетителей монастыря или для приема аббатом почётных гостей.
В рефектории, кроме обеденных столов и скамей, обыкновенно находятся кафедра с пюпитром для чтеца душеспасительных книг во время трапезы, сосуд для святой воды и иногда престол — для богослужения. В некоторых монастырях бывает по два рефектория — один для летней поры, другой для зимней.

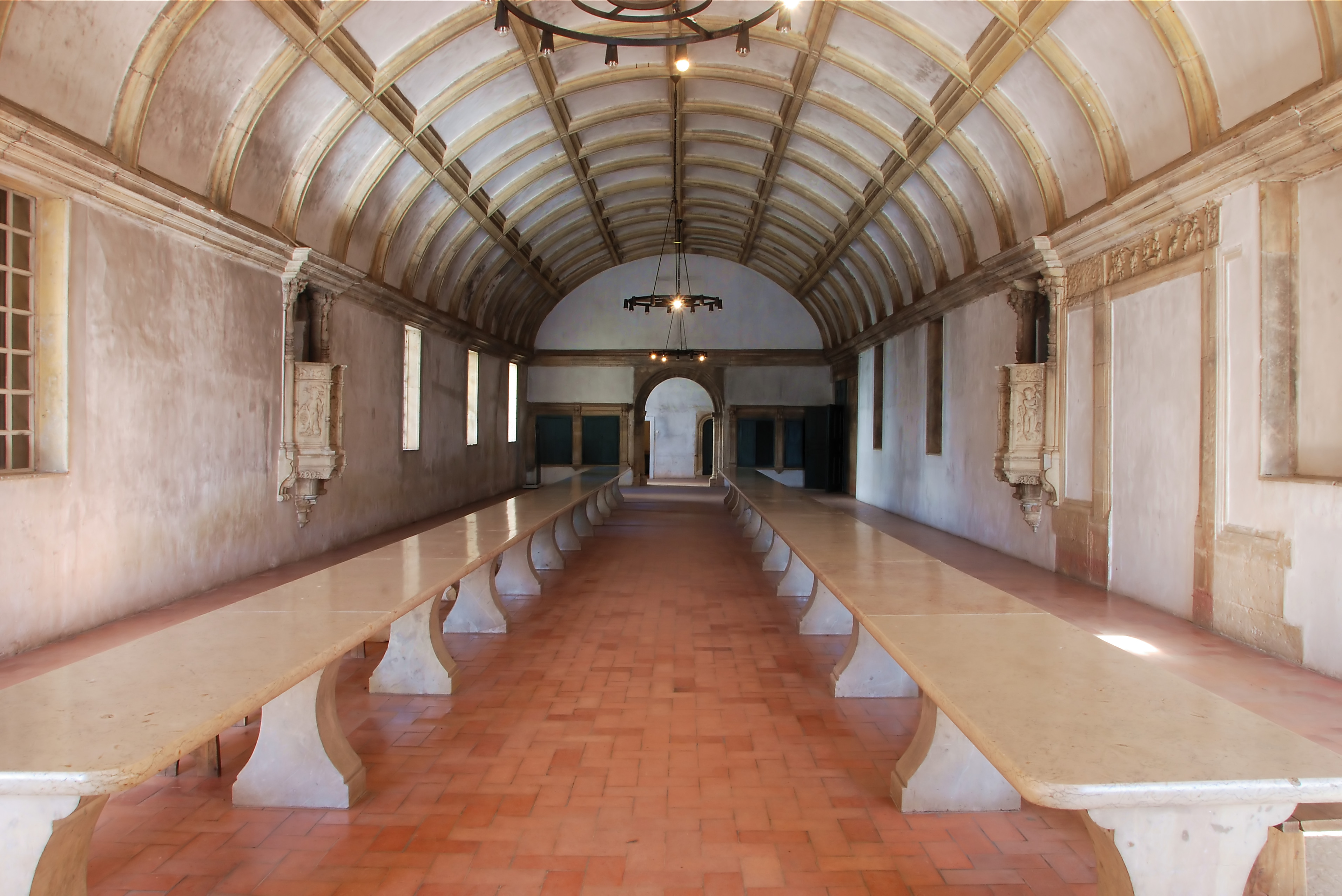
Рефекторий, Конвенту-де-Кришту, Португалия
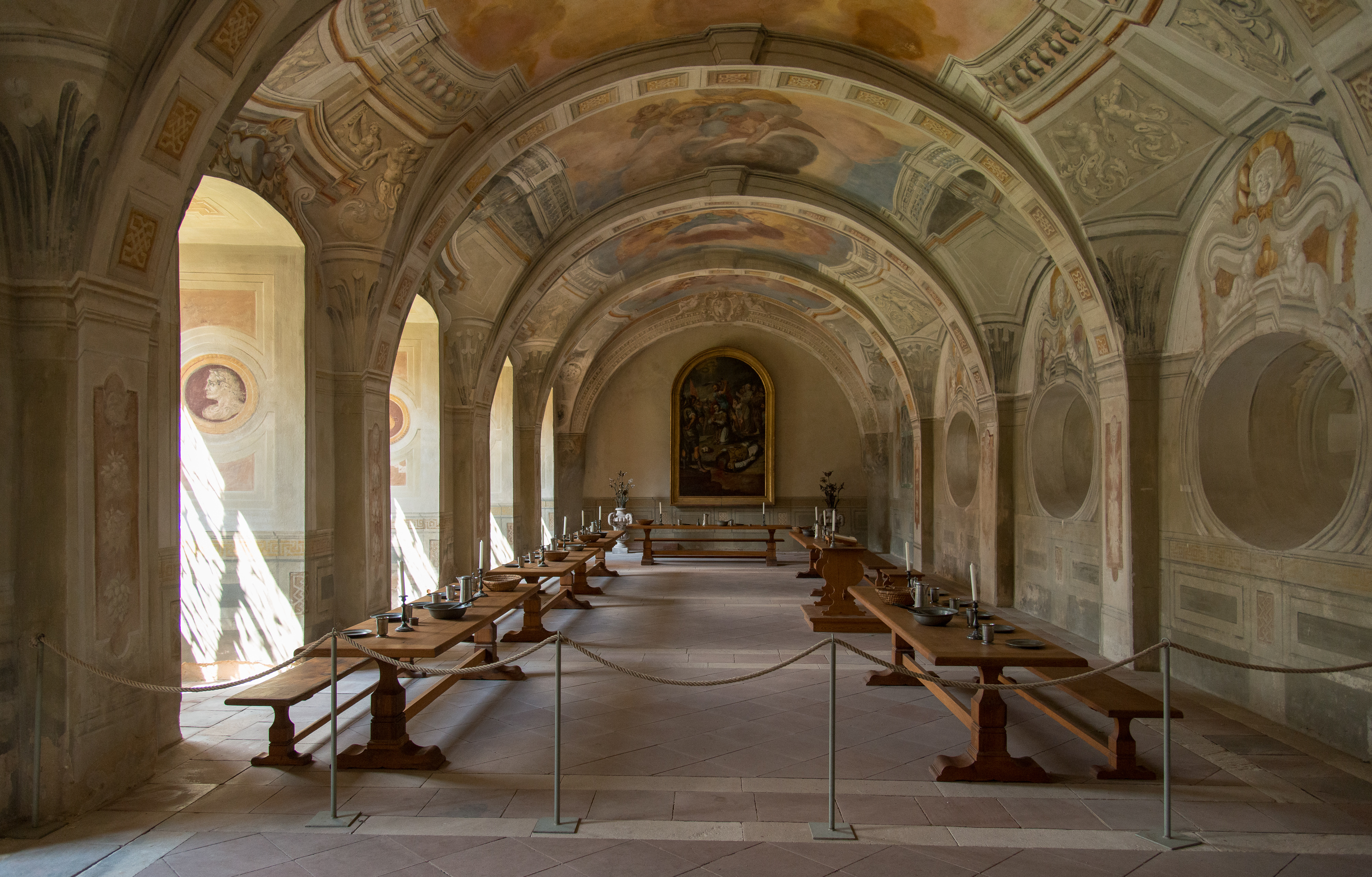
Летний барочный рефекторий, монастырь Святых Петра и Маркеллина, Зелигенштадт
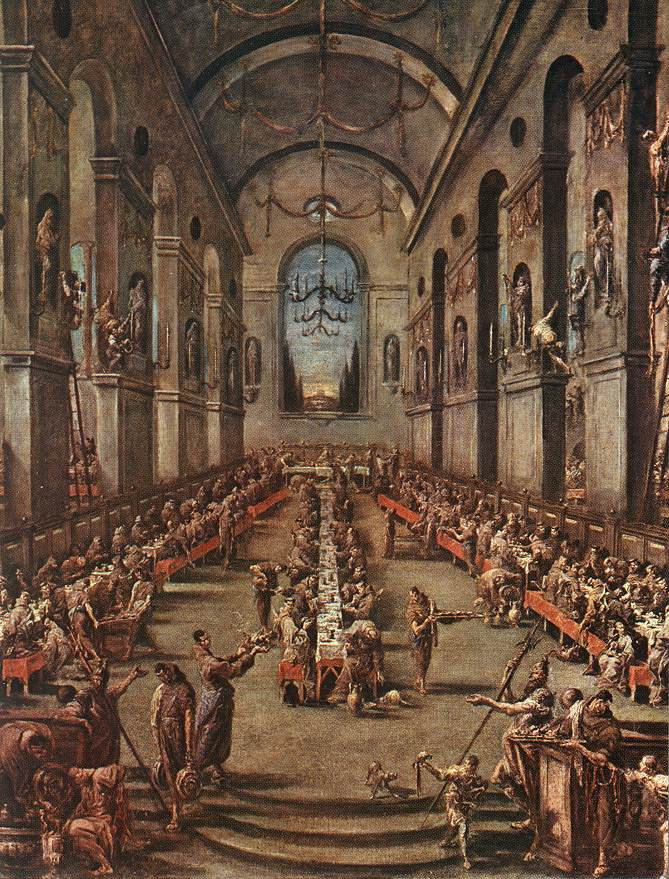
Трапезная. Картина Алессандро Маньяско, 1736—1737

## Часть монастырского здания
Помещение для совместного приёма пищи в монастырском здании, отведённом под хозяйственные нужды и кельи.

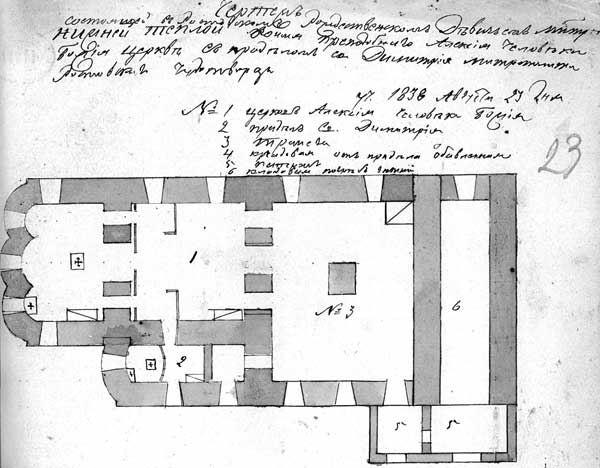
План первого этажа собора Рождественского монастыря (Ростов). №3 — трапеза
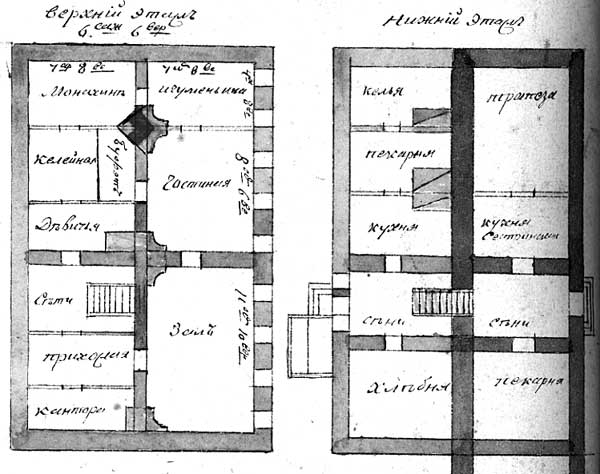
Фрагмент проекта надстройки настоятельских келий. Рождественского монастыря (Ростов). На нижнем этаже — хлебня, пекарни, сени, кухни, келья и трапеза